# Kulis-biblia
A Kulis-biblia az első ukrán nyelvű teljes Biblia-fordítás. A mű, amelyet nagyobb részben Pantelejmon Kulis, kisebb részben Ivan Necsuj-Levickij fordított és Ivan Puljuj szerkesztett, első ízben 1903-ban Bécsben jelent meg. A fordítás egyrészt bebizonyította az ukrán irodalmi nyelv fejlettségét, másrészt maga is hozzájárult további fejlődéséhez.

## Háttere
A 19. század második felében az Orosz Birodalomban szűk határok közé szorították az (akkor kisorosznak nevezett) ukrán nyelv használatát. A Pjotr Valujev belügyminiszter által 1863. július 18-án kibocsátott titkos körlevél  megtiltotta az ukrán nyelv nyilvános használatát és az ukrán nyelvű tudományos-ismeretterjesztő és vallási tárgyú könyvek  kiadását. 1876. május 30-án II. Sándor cár aláírta az úgynevezett emsi rendeletet, amely teljes körűen megtiltotta az ukrán nyelvű művek kiadását illetve a külföldön kiadott művek behozatalát, valamint betiltotta az ukrán nyelvű színielőadásokat és dalesteket.

## Története
Pantelejmon Kulist az a  meggyőződés vezette, hogy az ukránoknak joguk van saját nyelvükre lefordítani a Bibliát. Rokszoljana Zorivcsak nyelvész szerint Kulis célja az volt, hogy az ukránok etnikai csoportból politikai nemzetté váljanak. Az 1860-as évektől kezdve dolgozott a Biblia-fordításon, 1869-ben már Ivan Puljujjal együtt dolgoztak, aki hazafias kötelességnek érezte a fordítást.
1868–1869-ben Pantelejmon Kulis a lembergi Pravda folyóiratban több zsoltárfordítást tett közzé, később Pavlo Rataj álnéven a teljes Zsoltárok könyvét és Mózes öt könyvét. 1871-ben Puljijjal együtt görögről lefordította az Újszövetséget. A fordítók görög nyelvből dolgoztak, de ellenőrzésképpen összehasonlították munkájukat az egyházi szláv, orosz, lengyel, szerb, német, angol és francia Biblia-fordításokkal.
Az Ószövetség fordításának kézirata 1885-ben megsemmisült, amikor Pantelejmon Kulis feleségének birtokán tűz ütött ki; ekkor Kulis újból nekilátott a fordításnak. Életének utolsó éveiben Kulis teljesen a Biblia-fordításnak szentelte magát, de haláláig nem sikerült befejeznie a munkát, ami így Ivan Necsuj-Levickijre maradt.
A Szentírást illegálisan vitték be az Orosz Birodalomba. Ivan Puljuj a bécsi orosz nagykövetségen keresztül többször megpróbált engedélyt szerezni a könyv terjesztéséhez, de vagy elutasították vagy válasz nélkül hagyták. Puljuj 1904-ben a Pétervári Tudományos Akadémiának írt levelet, amelyben kiemelte, hogy Oroszországban több, mint 40 nyelven olvasható a Szentírás, csak az ukrán nyelvet diszkriminálták.
A Biblia-fordítás 1903-ban Bécsben jelent meg a Brit Bibliatársulat kiadásában. Következő kiadásai: Bécs, 1912, Berlin, 1921 és 1930; London, 1947; New York, 1947. Ukrajnában első ízben 2000-ben adták ki.

## Fordítói

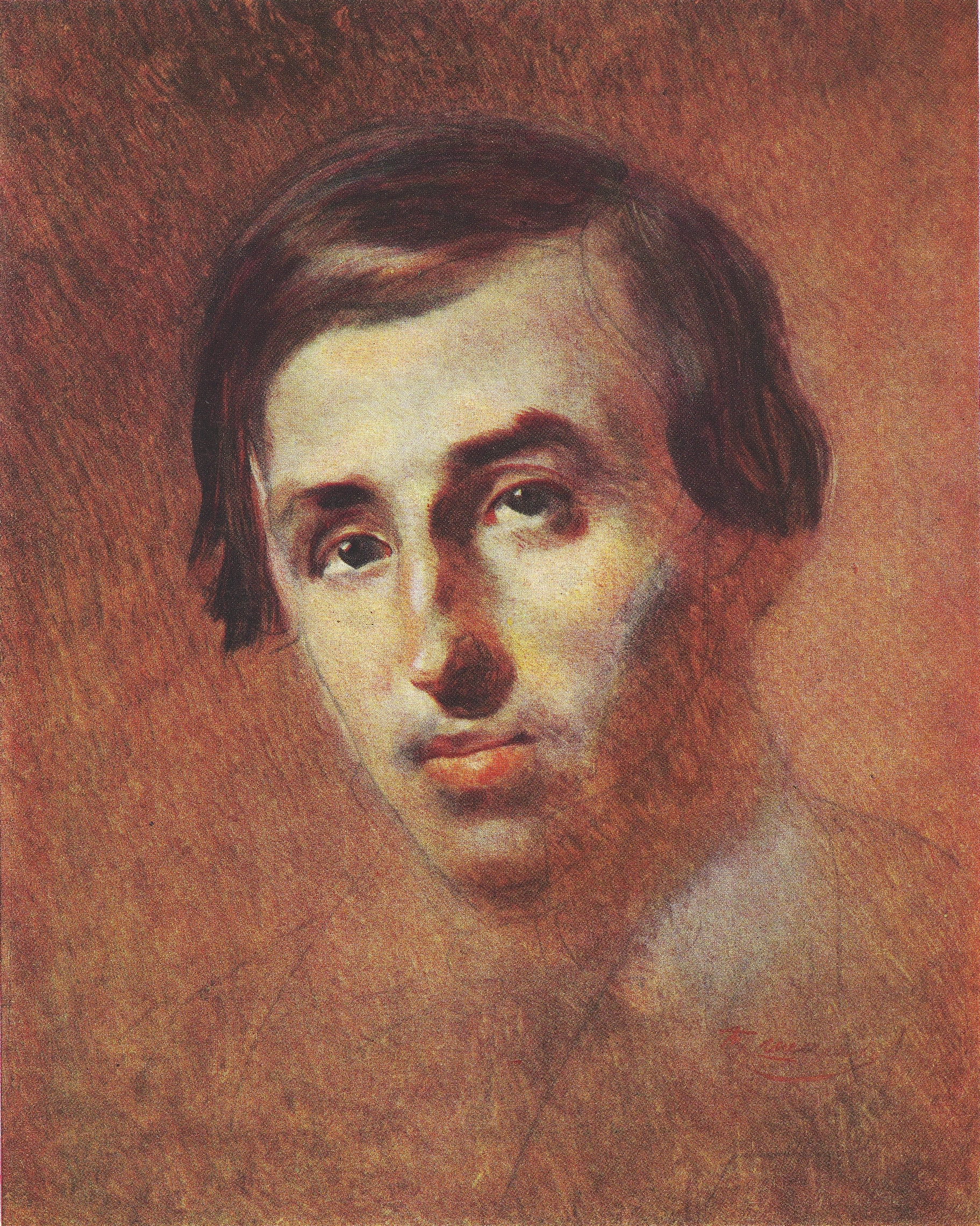
Pantelejmon Kulis (Tarasz Sevcsenko festménye) (1819–1897) író, költő, folklorista
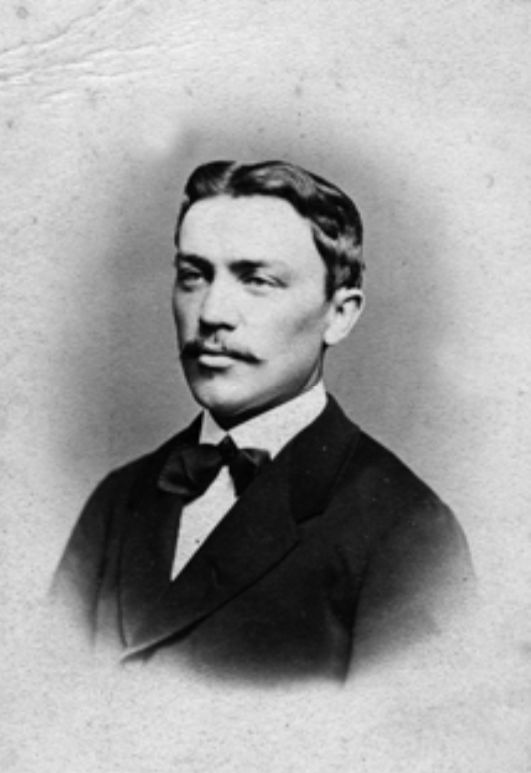
Ivan Puljuj (1845–1918) fizikus, feltaláló
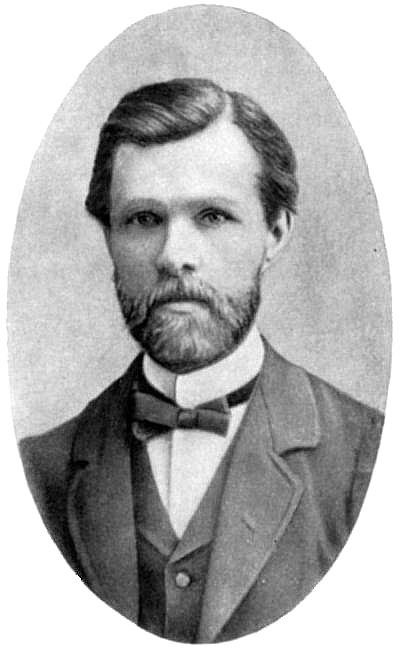
Ivan Necsuj-Levickij (1838–1918) író

## Jellemzői
A Biblia-fordítás 66 könyvből áll, ebből 39 az Ószövetség és 27 az Újszövetség, azaz a protestáns szerkezetnek felel meg. Ennek az az oka, hogy a fordítást, nyomtatást és részben a terjesztést a Brit Bibliatársulat finanszírozta.
A fordítás a héber és görög szöveg alapján készült, kivéve a Necsuj-Levickij által fordított részt; ő a héber eredeti helyett a német és az orosz fordításokból dolgozott. A görögből való fordításhoz a londoni Bibliatársulat 1866-os görög nyelvű kiadását vették alapul. A fordítás stílusa egyenetlen, mivel hárman dolgoztak rajta, a fordításnak nem volt hagyománya, és nem próbálták meg a különböző ukrán nyelvjárások elemeit egységesíteni. Pantelejmon Kulis az észak-keleti nyelvjárást, Ivan Necsuj-Levickij a délkeleti nyelvjárást, Ivan Puljuj pedig a nyugati nyelvjárást beszélte, ezért a fordításban megjelennek mindezek a nyelvi változatok.

## Fogadtatása és hatása
A Biblia kiadása nem volt jelentős esemény az ukrajnai egyház életében, sem az osztrák, sem az orosz fennhatóság alatt, mert az egyház felső vezetése nem ajánlotta istentiszteleti használtra; mindazonáltal bizonyos visszhangra talált az ukrán kulturális élet szereplői között. Az egyik legtekintélyesebb orosz lap, a Vesztnyik Evropi dicsérte a fordítást. Az ukrán nyelvű Biblia megjelenése különösen Ukrajnának az orosz fennhatóság alatti részén volt fontos esemény, annak ellenére, hogy az 1905-ös forradalomig csak illegálisan lehetett bevinni az országba.
Mikola Szaharda lelkes szavakkal méltatta Kulis fordítását: „egy olyan ember mély megértését és magasrendű ihletettségét tükrözi, aki anyanyelvének minden nagyszerű ismeretét, az anyanyelv és Isten szava iránti minden szeretetét, egész lelkét beletette. Kulis valóban arra kényszerítette Mózest, Ézsaiást és az összes többi prófétát, hogy nagyon jó ukrán nyelven beszéljenek.” Ivan Franko úgy vélte, hogy az első ukrán Biblia nem váltotta be sem Pantelejmon Kulis, sem az ukrán nagyközönség reményeit. Szerinte a Biblia kétféleképpen fordítható: vagy a széles néptömegek számára érthető módon, vagy pedig tudományos igénnyel, minden részletében pontosan, és Kulis fordítása egyik szempontnak sem felelt meg. Ilarion Ohijenko a szöveg ritmikusságának és dallamosságának hiányát kifogásolta.

## Fordítás
- Ez a szócikk részben vagy egészben  a   Kulish's Bible című angol Wikipédia-szócikk ezen változatának fordításán alapul.  Az eredeti cikk szerkesztőit annak laptörténete sorolja fel. Ez a jelzés csupán a megfogalmazás eredetét és a szerzői jogokat jelzi, nem szolgál a cikkben szereplő információk forrásmegjelöléseként.